# Michail Skopin-Šujskij
Michail Vasil'evič Skopin-Šujskij (8 novembre 1586 – Mosca, 3 maggio 1610) è stato un nobile e militare russo.

## Biografia
Cresciuto dalla madre, durante il regno di Boris Godunov fu nominato stolnik. La sua ascesa all'interno dello stato russo proseguì anche sotto il regno di suo zio Basilio IV. Skopin-Šujskij salì alla ribalta nel 1606 quando alle porte di Mosca sconfisse e mise in fuga gli eserciti cosacchi di Ivan Bolotnikov. 
Due anni dopo conquistò una seconda brillante vittoria contro l'esercito del falso Dimitri II il quale tuttavia continuò a restare stanziato a Tušino. Nella prima metà del 1610 il principe Skopin-Šujskij, coadiuvato dagli svedesi di Jacob de La Gardie, si dedicò a spazzare via dalla Russia settentrionale le truppe del falso Dimitri II. La campagna contro l'usurpatore si concluse con una vittoria a Kaljazin contro l'etmano Jan Piotr Sapieha, impegnato nell'assedio del monastero della Trinità di San Sergio. Nel marzo 1610 entrò trionfalmente a Mosca. Dopo due mesi morì improvvisamente, forse avvelenato dalla moglie di suo cugino Dmitrij Šujskij.